# James B. Pearson
James Blackwood Pearson, född 7 maj 1920 i Nashville, Tennessee, död 13 januari 2009 i Gloucester, Massachusetts, var en amerikansk republikansk politiker. Han representerade delstaten Kansas i USA:s senat 1962–1978.
Pearson studerade vid Duke University. Han deltog i andra världskriget som pilot i USA:s flotta och befordrades till löjtnant. Han avlade 1950 juristexamen vid University of Virginia. Pearson inledde 1950 sin karriär som advokat i Mission, Kansas. Han tjänstgjorde som domare 1954–1956 och var ledamot av delstatens senat 1956–1960.
Senator Andrew Frank Schoeppel avled 1962 i ämbetet och Pearson blev utnämnd till senaten. Han vann sedan fyllnadsvalet 1962 och omvaldes två gånger. Senator Pearson avgick 1978 och efterträddes av Nancy Landon Kassebaum.